# George Hay, 2. Earl of Kinnoull

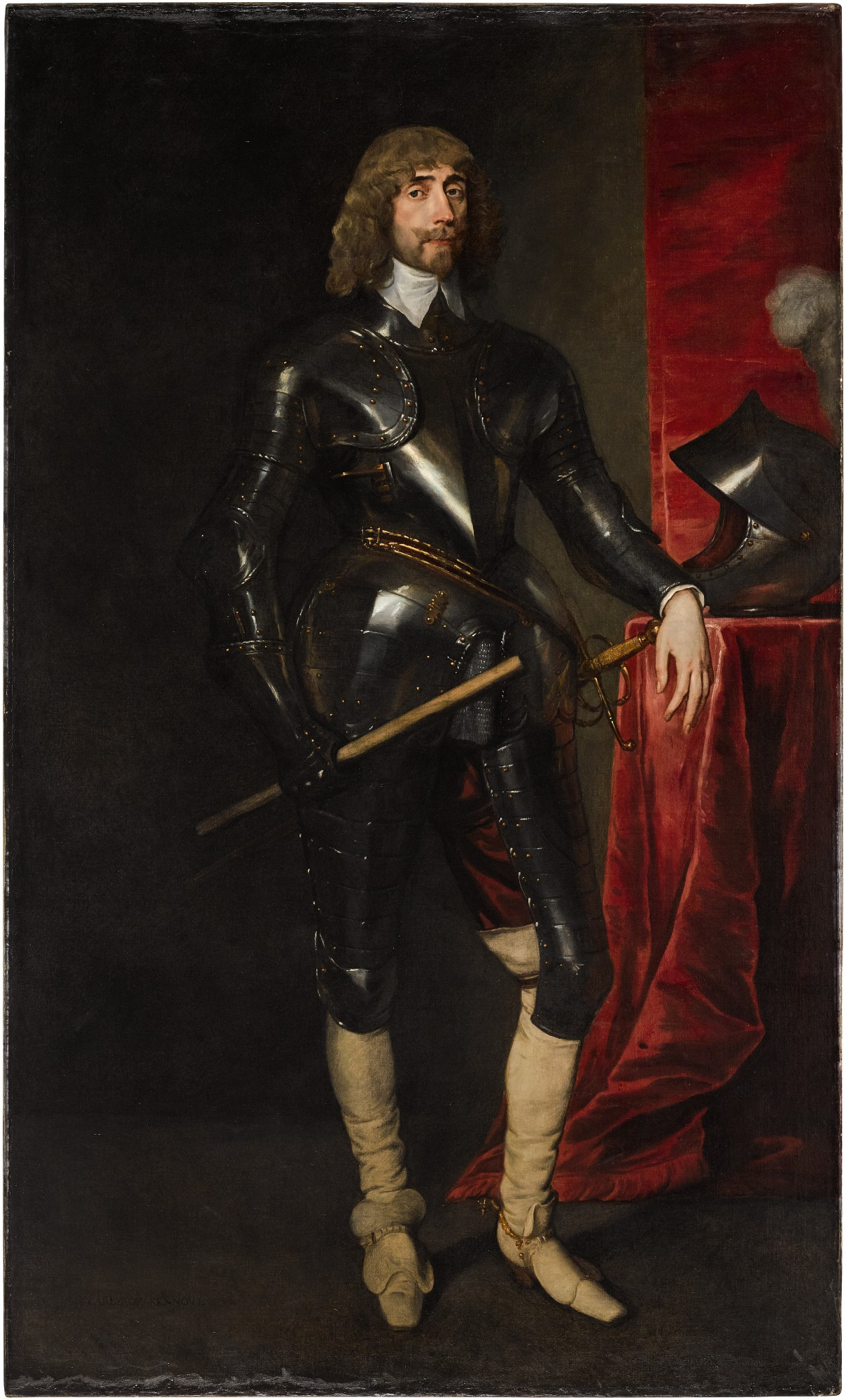
George Hay, 2. Earl of Kinnoull

George Hay, 2. Earl of Kinnoull (* nach 1596; † 5. Oktober 1644 in Whitehall) war ein schottischer Adliger.
Er entstammte einer Nebenlinie des Clan Hay und war der einzige Sohn des Lordkanzlers von Schottland George Hay, 1. Earl of Kinnoull, aus dessen Ehe mit Margaret Halyburton.
Er wurde Mitglied des schottischen Kronrates und war von 1632 bis 1635 war er Captain der Yeomen of the Guard. Beim Tod seines Vaters erbte er 1643 dessen Adelstitel als 2. Earl of Kinnoull, 2. Viscount (of) Dupplin und 2. Lord Hay of Kinfauns. Er war ein loyaler Anhänger König Karls I. und kämpfte im Bürgerkrieg auf dessen Seite. 1643 weigerte er sich den Solemn League and Covenant zu unterzeichnen.
Mit Ehevertrag vom 7. September 1622 heiratete er Lady Anne Douglas, Tochter des William Douglas, 7. Earl of Morton. Mit ihr hatte er zwölf Kinder, von denen drei Söhne und zwei Töchter das Erwachsenenalter erreichten:
- George Hay, 3. Earl of Kinnoull († 1650);
- William Hay, 4. Earl of Kinnoull († 1677), ⚭ (1) Lady Mary Brudenell, Tochter des Robert Brudenell, 2. Earl of Cardigan, ⚭ (2) Lady Catherine Cecil, Tochter des Charles Cecil, Viscount Cranborne;
- James Hay;
- Lady Mary Hay († 1667), ⚭ George Keith, 7. Earl Marischal;
- Lady Catherine Hay (1641–1733), ⚭ James Baird, Younger of Auchmedden.